# فيلي كول
فيلي كول (بالإنجليزية: Willie Cole)‏ هو فنان تشكيلي أمريكي، ولد في 1955 في نيوجيرسي في الولايات المتحدة.

## وصلات خارجية
- الموقع الرسمي